# Осман II (маї Канему)
Осман II (*д/н — 1381) — 29-й маї (володар) імперії Канем в 1379—1381 роках.

## Життєпис
Походив з династії Сейфуа. Син маї Ідріса I. Після смерті останнього 1366 року відсторонений від трону стрийком Даудом I. Близько 1369 року разом з братами повстав проти нього. Лише 1371 року зазнав поразки й мусив замиритися.
1379 року після смерті стриєчного брата Османа I зайняв трон. Продовжив війну проти держави білал — Яо. Втім зазнав 1381 року поразки й загинув. Водночас невдачами скористався Мастур, правитель хауської держави Афуну, що став незалежним.
Трон перейшов до його стриєчного брата Абубакара I.